# Bogna Sokorska
Bogna Sokorska, geborene Bogna Kaczmarska (* 6. April 1927 in Warschau; † 10. Mai 2002 ebenda) war eine polnische Opernsängerin (Koloratursopran). Wegen ihrer eindrucksvollen Stimme wurde sie auch „Warschauer Nachtigall“ genannt.

## Leben
Bogna Sokorska studierte an der Warschauer Musikakademie bei Maria Dobrowolska-Gruszczyńska (1945–1948) und bei Ada Sari (1949–1954) Gesang. Bereits 1951 gewann sie den nationalen Wettbewerb für Gesang, ging jedoch nach Abschluss des Studiums in das europäische Ausland. Dort bekam sie Engagements als Solistin an renommierten Opernhäusern wie in Düsseldorf (1964–1970) und in Essen (ab 1970). Von 1961 bis 1963 trat sie auch als Solistin in Warschau auf. Sie bestritt zahlreiche Gastauftritte an weiteren Opernhäusern, bei Liederabenden und Konzerten. Auf der Bühne der Staatsoper Berlin und der Schweriner Philharmonie begeisterte sie die deutschen Opernbesucher. Im Jahr 1964 erschien ihr erstes Soloalbum Słowik Warszawy – The Warsaw Nightingale, nach dessen Titel sich in der Opernwelt für sie der Name „Die Nachtigall von Warschau“ verbreitete.
Bogna Sokorska interpretierte bedeutende Opernrollen wie die „Königin der Nacht“ in Mozarts Zauberflöte oder die Gilda in Rigoletto von Giuseppe Verdi. Ihr Gesangsstil wurde von Musikkritikern gelobt, mit bemerkenswerter Klarheit und Leichtigkeit könne sie die höchsten Töne hervorbringen.
Ihre Kenntnisse und Fähigkeiten gab sie auch in Sommer-Meisterklassen an der Hochschule für Musik Franz Liszt Weimar weiter.
Im Alter von 75 Jahren starb sie in ihrer Heimatstadt.
Ihr Ehemann war der Pianist und Komponist Jerzy Sokorski (1916–2005). Bogna Sokorska ist die Mutter der Sängerin und Gesangslehrerin Jagna Sokorska-Kwika und eine Tante des Sängers Jacek Kaczmarski.

## Ehrungen

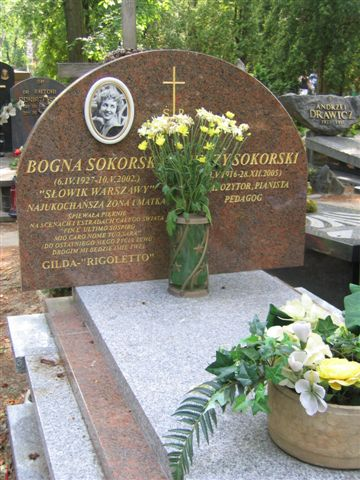
Grabstätte Sokorska

Die Stadtverwaltung von Piastów, wo Bogna Sokorska und ihr Ehemann viele Jahre lebten, ließ nach ihrem Tod einen Gedenkobelisken anfertigen, der am 30. Oktober 2011 auf dem Stadtplatz feierlich eingeweiht wurde.
Ihr Grab und das ihres Ehemannes befinden sich auf dem Powązki-Militärfriedhof in Warschau.
Nach ihrem Ableben und dem Tod ihres Ehemannes wurde am 1. Juni 2009 in Piastów durch aktive Mitwirkung der Tochter Jagna Sokorska-Kwika die Stiftung „Fundacja im. Bogny Sokorskiej“ ins Leben gerufen. Die Stiftung verfolgt unter anderem folgende Ziele (Auswahl):
- Schutz des künstlerischen und pädagogischen Erbes von Bogna Sokorska und ihrer Familie,
- Wachhalten der Erinnerung an Bogna Sokorska,
- Entwicklung und Förderung polnischer Gesangstalente und Begleitung zu Beginn ihrer künstlerischen Laufbahn, durch Auslobung von Stipendien,
- Förderung der Musikkultur in der polnischen Gesellschaft,
- Förderung der Kultur und Kunst in Polen und im Ausland.

## Diskografie (Auswahl)
Mit dem englischen Pinewood Studio Orchestra publizierte sie:
- Songs for You, Vol. 1, EP, JKP2000
- Songs for You, Vol. 2, EP, JPK2001

Mit polnischen Orchestern wurden folgende Alben aufgelegt:
- Hrabina (Die Gräfin), Oper von Stanisław Moniuszko, Querschnitt, Muza XL0226
- 1964: Słowik Warszawy / The Warsaw Nightingale, 1964, Muza XL0228
- Opernarien, Muse SXL0716
- Królewna Śnieżka – Fantazja z bajki muzycznej (Schneewittchen – Eine Märchenfantasie), von Stefan Rachoń, Muse L0334
- 2002: Słowik Warszawy, PNCD613